# عصر القصص المصورة الذهبي
يمتد عصر القصص المصورة الذهبي بين سنتي 1938 و1956، وهي الفترة التي انبثقت فيها القصص المصورة الحديثة كما أنها الفترة التي برزت فيها قصص الأبطال الخارقين، ومن أشهرها سوبرمان وباتمان وكابتن مارفل وكابتن أمريكا ووندر ومان والكثير من الأبطال الآخرين.

## أصل المصطلح
أول استعمال مؤرخ لمصطلح "العصر الذهبي" كان بقلم ريتشارد أ. لوبوف في مقالته (الولادة الجديدة) المنشورة في نيسان من سنة 1960.

## الأصل التاريخي
يعتقد معظم المؤرخين أن العصر الذهبي للقصص المصورة بدأ مع إطلاق أول جزء من قصص سوبرمان المصورة في مجلد أكشن كومكس الأول الذي نشرته شركة دي سي كومكس، حيث دفعت شهرة قصص سوبرمان الكثير من الشركات الأخرى لنشر قصص مماثلة.

### فترة الحرب العالمية الثانية

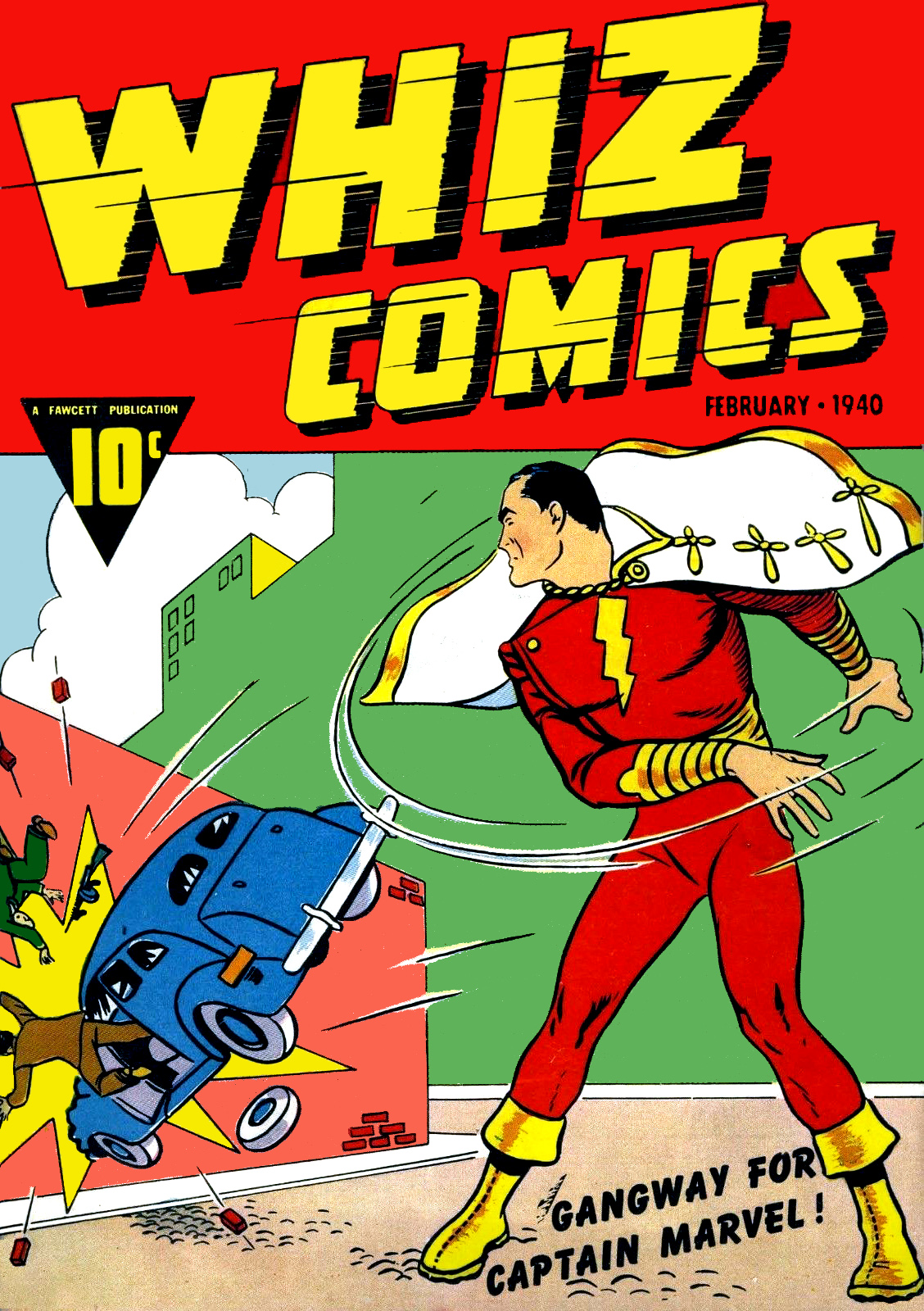
أول ظهور للكابتن مارفل على غلاف العدد الثاني من Whiz Comics (شباط من سنة 1940). من رسم سي سي بيك.

أطلقت شركة دي سي كومكس مع شركتها الشقيقة أول أميريكان بابلكيشنز العديد من قصص الأبطال الخارقين الآخرى بين سنتي 1939 و1941، مثل باتمان وروبن والمرأة المعجزة والبرق والفانوس الأخضر ودكتور فيت (بالإنجليزية: Doctor Fate) والذرّة (بالإنجليزية: the Atom) والرجل الصقر (بالإنجليزية: Hawkman) والسهم الأخضر والرجل المائي، وفي تلك الفترة ذاتها باعت مارفل (Timely Comics في ذلك الوقت) ملايين النسخ من قصص الأبطال الخارقين التي نشرتها تبعاً لإطلاق قصص سوبرمان، ومع الرغم من شهرة دي سي ومارفل الواسعة اليوم إلا أن أكثر مبيعات قصص الأبطال الخارقين في ذلك الوقت كانت مبيعات كابتن مارفل التابع لشركة Fawcett Comics (والذي اشترته دي سي لاحقاً)، فبيعت منها 1,400,000 نسخة تقريباً من كل عدد.
اشتهر الأبطال الوطنيون كثيراً أثناء الحرب العالمية الثانية، وتميز أولئك الأبطال بأزيائهم المصبوغة باللونين الأحمر والأزرق تمثيلاً للعلم الأمريكي، كما قاتل العديد منهم قوى المحور بل وأدولف هتلر بذاته كما في غلاف العدد الأول من قصص الكابتن أمريكا المنشور في آذار من سنة 1941.
ألهم انتشار قصص الأبطال الخارقين إنتاجات خاصة لشخصيات كلاسيكية، ومن أشهر هذه الإنتاجات الإصدارات الخارقة التي أطلقتها شركة والت ديزني لشخصياتها الهزلية، مثل ميكي ماوس ودونالد داك وروي روجرز.

### فترة ما بعد الحرب
واجهت شركات القصص المصورة الأمريكية عقبةً صعبةً بُعَيْد الحرب العالمية الثانية، فحينذاك أقيمت «لجنة رقابة الشباب» التابعة لمجلس الشيوخ لفرض الرقابة الأخلاقية على ناشري القصص المصورة  تبعا لنشر Seduction of the Innocent بقلم الكاتب فريدريك ويرثام. استدعت تلك اللجنة العديد من الكتاب إلى جلسات مساءلة عامة، وأدى الضغط الذي صنعته إلى إنشاء منظمة الComic Code Authority تحت Association of Comics Magazine Publishers.

### بهوت الأبطال الخارقين
نزلت مبيعات قصص الأبطال الخارقين في نهاية الأربعينيات من القرن العشرين، وأجبر ذلك الكثير من الناشرين على تجربة أنماط جديدة من القصص، مثل الحروب والخيال العلمي والغرب الأمريكي والجريمة والرعب، كما أدى ذلك إلى إلغاء عدد كبير من سلاسل الأبطال الخارقين.
في عام 1956، أعادت دي سي كومكس إطلاق سلسلة فلاش كومكس، والتي كانت قد ألغتها قبل ذلك بسنتين، إلا أنها أطلقتها بشخصية جديدة. باتت تلك الشخصية أكثير الأبطال الخارقين شهرة منذ العصر الذهبي، ويعتبر إطلاقها أول حدث في عصر القصص المصورة الفضي.

## روابط خارجية
- Comic Book Plus (عمليات مسح للرسوم الهزلية المفترضة للملكية العامة للعصر الذهبي)
- متحف الكوميديا الرقمية (مسح صور كاريكاتورية من العصر الذهبي للملك العام)
- دون ماركشتاين Toonopedia
- الكتالوج الدولي للأبطال الخارقين
- موسوعة جيس نيفينز لأبطال العصر الذهبي
- الورق الشرير نسخة محفوظة 26 ديسمبر 2021 على موقع واي باك مشين. خدمة اشتراك كاريكاتير العصر الذهبي